# ككر
الككر عبارة عن كرسي من الخشب وهو من التراث الأصيل الموروث عن سلطنة سنار . للككر مظهر عام يجسد فن التصنيع اليدوي وله ستة قوائم ( أرجل ) وهو منحوت من قطعة خشبية كتلة واحدة وإذا نظرت له ما بين الأرجل تظهر لك أشكال القباب وهي من فن العمارة الإسلامية وإذا نظرت له من أعلى يبدو كأنه لوح 
وكان الفونج يستخدمونه عند تنصيب الملوك، وتوارثها المتصوفة في السودان يجلس عليه من يراد تأييده سواءً أكان شيخاً أم خليفة شيخ. وقد استعمله الشيخ تاج الدين البهاري في تأييده للشيخ بانقا الضرير.